# 綠色聯盟
綠色聯盟（芬蘭語：Vihreä liitto）是芬蘭的綠黨。1987年2月28日創黨，1988年註冊為政黨。政治活動始於20世紀80年代初，其時環保運動人士、女權主義者和其他相關團體開始在環保問題上積極關注。於1995年，它是歐洲第一個進入內閣之綠黨相關團體。自2023年6月10日起党主席为索菲娅·维尔塔。

## 知名成员
- 玛利亚·奥希萨洛[6]
- 佩卡·哈維斯托
- 维勒·尼尼斯托（芬蘭語：Ville Niinistö）
- 安妮·辛内迈基
- 奥赞·亚纳尔
- 阿尔维娜·阿拉梅采
- 乌玛·阿尔托宁

## 外部連結
- 官方网站  （文）